# Ан Холмбърг
Ан Холмбърг (на английски: Anne Holmberg) е американска писателка на произведения в жанра любовен роман. Пише исторически любовни романи под псевдонима Ан Ейвъри (на английски: Anne Avery), съвременни любовни романи като Кейт Холмс (на английски: Kate Holmes), и романтичен трилър като Ан Уудард (на английски: Anne Woodard).

## Биография и творчество
Катрин Ан Холмбърг е родена през 1951 г. в Колорадо, САЩ. Получава степен по инженерство от Университета на Колорадо.
След дипломирането си работи по специалността си. После работи като служител по търговско прогнозиране към телефонна компания, служител по бюджета в посолството на САЩ в Кипър, служител по културните въпроси в посолството на САЩ във Венецуела и в посолството на САЩ в Еквадор. След напускане на дипломатическата служба се връща в родното място и се посвещава на писателската си кариера.
Първият ѝ любовен роман „Далечна звезда“ е публикуван през 1993 г. под псевдонима Ан Ейвъри.
Пише общо над 20 произведения под различните си псевдоними. Била е номинирана 4 пъти за награда за цялостно творчество от списание „Romantic Times“.
След 2002 г. се връща на държавна работа в областта на здравеопазването в Хило, Хавай. Там живее в съседство със сестра си и доведения си брат.
След пенсионирането си се връща да живее в Колорадо Спрингс.

## Произведения

### Като Ан Ейвъри

#### Самостоятелни романи
- A Distant Star (1993) – издадена в България под името Ан Авъри
Далечна звезда, изд. „Астрала“ (1994), прев. Павлина Йосифова
- All's Fair (1994)
- Far Star (1995)
- Hidden Heart (1996)
- Summer Fancy (1997)
- Fortune's Fancy (1998)
- Bartered Bride (1999)
- Fire and Ice (2001)
- The Lawman Takes a Wife (2001)
- The Bride's Revenge (2002)

#### Участие в общи серии с други писатели

##### Серия „Приказни романи“ (Faerie Tale Romance)
8. The Snow Queen (1996)
Снежната кралица, изд. „Калпазанов“ Габрово (1997), прев. Николай Долчинков
от серията има още 20 романа от различни автори

##### Серия „Легендарни любовници“ (Legendary Lovers)
- The Highwayman's Daughter (1998)
Дъщерята на разбойника, изд.: ИК „Ирис“, София (2000), прев. Славянка Мундрова

от серията има още 8 романа от различни автори

#### Новели
- Dream Seeker (2013)
- Merry And Her Gentleman (2013)

#### Сборници
- Enchanted Crossings (1994) – с Маделин Бейкър и Катлийн Морган
- Lovescape (2004) – с Фийби Кон, Сандра Хил и Дара Джой

### Като Кейт Холмс

#### Самостоятелни романи
- Amethyst and Gold (1999)
Чувствен ритъм, изд.: ИК „Компас“, Варна (2000), прев. Анна Димитрова
- Sand Castles (2000)
Пясъчни замъци, изд.: ИК „Компас“, Варна (2003), прев. Ваня Кацарска
- The Picker who Perished (2004)

#### Участие в общи серии с други писатели

##### Серия „Приказни романи“ (Faerie Tale Romance)
17. The Wild Swans (2000)
от серията има още 20 романа от различни автори

#### Сборници
- A Christmas Bouquet (1999) – със Сюзън Барет Джъстис и Вела Мън
- Twas the Night (2001) – със Сандра Хил и Триш Дженсън
- Here Comes Santa Claus (2001) – със Сандра Хил и Триш Дженсън

### Като Ан Уудард

#### Самостоятелни романи
- Dead Aim (2004)
- Operation: Rescue (2008)